# Justin Wright
Justin Charles Wright (Sacramento, California, Estados Unidos, 8 de marzo de 1981 - Emeryville, California, Estados Unidos, 18 de marzo de 2008) fue un artista estadounidense que trabajó en Pixar Animation Studios durante poco más de un año hasta su muerte.

## Biografía
Nacido con varios defectos cardíacos congénitos, Wright recibió un trasplante de corazón a la edad de 12 años. Un año después de su trasplante, recibió un deseo de la Fundación Make-A-Wish para visitar Disney World. En Disney World pudo hacer un recorrido por sus estudios de animación. La gira consolidó su amor por la animación y la narración. Se graduó de la Academia Adventista de Sacramento en 1999, y asistió a Pacific Union College durante dos años y también se graduó del Instituto de Artes de California en Valencia, California. Antes de asistir al Instituto de las Artes de California, Justin trabajó como asistente de producción en Pixar. Quería continuar su educación, por lo que decidió dejar Pixar con la esperanza de volver algún día, lo cual hizo. Sus créditos de animación incluyeron los dibujos lineales al final de la película Ratatouille (2007), los guiones gráficos de WALL·E (2008) y el cortometraje Presto (2008).

## Fallecimiento
La noche del martes 18 de marzo de 2008 Wright colapsó en Pixar y murió instantáneamente de un ataque al corazón, solo diez días después de cumplir 27 años. WALL-E está dedicada en su memoria.